# Frederic Travé i Escardó
Frederic Travé i Escardó (? 1858 - Barcelona, 28 de setembre de 1938) fou un advocat i polític català, baró de Montclar.
Era membre d'una família de propietaris agraris de Cubelles i vincular al Banc de Barcelona. Va ser el propietari de Casa Travé de Cubelles, un edifici neoclàssic que conté nombrosos elements escultòrics relacionats amb el món grecoromà i amb la mitologia clàssica. Frederic Travé va crear, amb relació a aquesta temàtica, una excepcional biblioteca. És molt notable el jardí de la finca, amb diverses espècies exòtiques. Un fill seu emparentà amb els comtes de Lavern. Era soci de l'Ateneu Barcelonès.
Milità al Partit Liberal, i fou elegit diputat pel districte de Vilanova i la Geltrú a les eleccions generals espanyoles de 1898, i pel de Granollers a les de 1901 i 1905. També fou escollit senador per la província de Tarragona el 1913. També fou regidor de l'ajuntament de Barcelona en 1893 i 1897 i diputat de la Diputació de Tarragona en 1911 i 1913. Fou gentilhome de cambra amb exercici del rei Alfons XIII.